# Erdemir
Erdemir Group — турецкая компания чёрной металлургии. Является крупнейшим производителем стали в стране. По объёмам выплавки занимает 43 место в мире.

## История
Соглашение о создании компании было подписано в 1960 году. Строительство завода началось в 1961 году, а первая продукция была выпущена в 1965 году. Первоначально мощность предприятия по выплавке стали составляла 0,5 млн тонн, мощность прокатного стана — 0,4 млн тонн.
К 1996 году мощность компании по выплавке стали достигла 3 млн тонн.
В 2002 году в состав компании вошёл Искендерунский металлургический комбинат

## Компания сегодня
Выручка компании по итогам 2015 года составила $4,382 млрд, что ниже уровня 2014 года на 16,6 %. Чистая прибыль Erdemir Group за 2015 года составила $0,414 млрд. (-43,4 %).
Производство сырой стали в 2015 году составило 8,93 млн тонн (+5,1 %), что делает компанию крупнейшим производителем данного материала в Турции. Добыча железной руды по итогам периода составила 2,422 млн тонн.

## Собственники и руководство
В собственности Ataer Holding A.Ş. находится 49,29 % акций группы. В собственности самой компании находится 3,08 % акций, в свободном обращении — 47,63 %.
Должность председателя и управляющего директора занимает Али Пандыр.